# Ixia orientalis
Ixia orientalis är en irisväxtart som beskrevs av Harriet Margaret Louisa Bolus. Ixia orientalis ingår i släktet Ixia och familjen irisväxter. Inga underarter finns listade i Catalogue of Life.